# 王繼祖 (隆慶進士)
王繼祖（1534年—？），字克紹，號念庵，陝西寧夏衛軍籍咸寧縣人，明朝政治人物，隆慶丁卯解元，聯捷進士。

## 生平
隆慶元年（1567年）丁卯科陝西鄉試第一名，隆慶二年（1568年）聯捷戊辰科会试第一百五十八名，二甲四十二名進士。授兵部主事，監税山海關，謝絶餽遺。陞武庫司郎中，出任直隸河間府知府，以直道不容罷歸。薦起，改南陽府知府，萬曆十六年（1588年）七月陞四川副使。二十二十三年起補山東副使、兵備寧前。

## 家族
曾祖父王寍；祖父王彥文；父王鑑。前母洪氏；母陳氏；繼母楊氏。慈侍下。弟继业。